# Magnolia nitida
Espèce
Synonymes
- Aromadendron yunnanense Hu
- Magnolia nitida W.W.Sm. (préféré par UICN)
- Parakmeria  nitida (W.W.Sm.) Y.W.Law

Statut de conservation UICN

 VU A2cd : Vulnérable
Magnolia nitida est une espèce de plantes à fleurs de la famille des Magnoliacées. C'est un arbre originaire d'Asie.

## Description
C'est un arbre.

## Répartition et habitat
Cette espèce est présente en Chine (provinces de Guangxi, Guizhou, Tibet et Yunnan) et en Birmanie.

## Liste des variétés
Selon World Checklist of Selected Plant Families (WCSP) (31 décembre 2013) :
- Magnolia nitida W.W.Sm. (1920)

Selon NCBI (31 décembre 2013) :
- variété Magnolia nitida var. lotungensis
- variété Magnolia nitida var. nitida

Selon Tropicos (31 décembre 2013) (Attention liste brute contenant possiblement des synonymes) :
- variété Magnolia nitida var. lotungensis (Chun & C.H. Tsoong) B.L. Chen & Noot.
- variété Magnolia nitida var. nitida
- variété Magnolia nitida var. robusta B.L. Chen & Noot.